# Дуб звичайний (пірамідальна форма)
Дуб звича́йний (піраміда́льна фо́рма) — ботанічна пам'ятка природи місцевого значення в Україні. Розташована в межах міста Львова, на вулиці Труша, 23. 
Площа 0,05 га. Статус надано 1984 року. Перебуває у віданні міськжитлоуправління. 
Статус надано з метою збереження одного екземпляра дуба звичайного (пірамідальної форми). 